# 河医广场立交桥
河医广场立交桥，简称河医立交桥，位于中华人民共和国河南省郑州市二七区金水路、大学北路、建设东路与棉纺东路的路口环岛处，为郑州市“四桥一路”工程的组成部分。

## 设计
河医广场立交桥为三层环岛型立交桥，最上层为一条“人”字型分叉的高架桥，分别向北连接金水路、向西连接建设东路，向南连接大学路。第二层为解决各相交道路转弯问题的圆形环道，除东向外，其余方向均设有连接一层的匝道。一层为环岛。

## 历史
为改善市内交通，塑造都市形象，1994年初，中共郑州市委、郑州市人民政府决定在市区金水路上修建四座立交桥及一条高架路，包括紫荆山立交桥、新通桥立交桥、大石桥立交桥、河医广场立交桥以及新通桥和大石桥之间的高架路，合称为“四桥一路”。“四桥一路”于1994年6月10日开工，当年12月28日全线通车，开创了郑州市大型重点工程当年决策、当年施工、当年竣工的先河。工程总投资3.7亿元人民币，采用贷款修建，建成后对郑州市的机动车收费还贷。
河医广场立交桥在1994年底建成时，二层环岛的东向出口仅仅为预留的开口，并未连接道路。2007年解放路立交桥动工兴建，西端与该预留出口相连。2010年解放路立交桥竣工通车，车辆从河医广场立交桥的二层通过解放路立交桥可快速抵达二七广场一带。
2016年5月，河医广场立交桥的桥面沥青层进行更新维护。

## 事故
2021年1月5日10点左右，郑州市建设路大学北路河医立交桥附近一处暖气管道爆裂，致使路面出现塌陷。一名骑电动车的行人路过此处，不慎掉入路面塌陷区域不幸死亡，另一路人在施救时脚被烫伤。死者是郑大一附院一名95后的护士。